# الاتصالات في الولايات المتحدة

شعار هيئة الاتصالات الفيدرالية

المنظم الرئيسي للاتصالات في الولايات المتحدة هو هيئة الاتصالات الفيدرالية. وينظم عن كثب جميع الصناعات المذكورة أدناه باستثناء الصحف وصناعة مزودي خدمة الإنترنت.

## تاريخ
تعتبر لجنة الاتصالات الفيدرالية وكالة حكومية مستقلة مسئولة عن تنظيم صناعات الراديو والتليفون والهاتف. تنظم لجنة الاتصالات الفيدرالية جميع الاتصالات بين الولايات الأمريكية، مثل الأسلاك والأقمار الصناعية والكابل، والاتصالات الدولية التي تنشأ أو تنتهي في الولايات المتحدة.

## الصحف

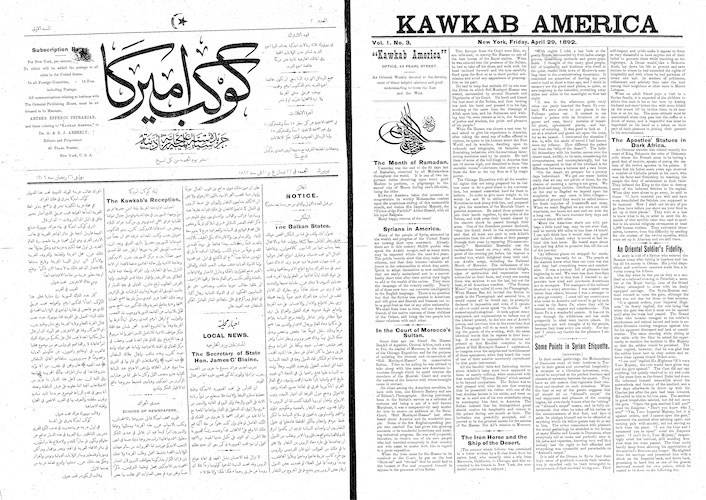
صحيفة "كوكب أميركا" العربية بالولايات المتحدة.

انخفضت الصحف في تأثيرها واختراقها للأسر الأمريكية في أواخر القرن العشرين الميلادي. معظم الصحف محلية، تتداول بشكل محدود خارج خارج منطقة نشرها. وتعتبر صحيفة يو إس إيه توداي من الصحف الوطنية. ومن الصحف اليومية المؤثرة الأخرى صحيفة نيويورك تايمز وواشنطن بوست وصحيفة وول ستريت جورنال التي تباع في معظم المدن الأمريكية.
ومن أكثر الصحف تداولاً في الولايات المتحدة هي يو إس إيه توداي، ووول ستريت جورنال، ونيويورك تايمز، ولوس أنجلوس تايمز.

## البريد
تضاءل الاحتكار القانوني لخدمة بريد الولايات المتحدة المملوكة للحكومة خلال القرنين العشرين والحادي والعشرين بسبب التنافس مع شركات أخرى مثل يو بي إس وفيديكس ، بالرغم من ذلك، فإن الحكومة لا تزال تقدم الغالبية العظمى من البريد الأمريكي.

## الهاتف
أنظمة الهاتف بالولايات المتحدة تعد نظام اتصالات كبير ومتطور تقنياً ومتعدد الأغراض.
الخدمات المحلية: نظام كبير من كبلات الألياف الضوئية، المرحلات الراديوية بالموجات الصغرية، الكابل المحوري، والأقمار الصناعية المحلية، كل ذلك يحمل كل شكل من أشكال حركة الاتصالات الهاتفية. فالنظام الخلوي سريع النمو ينقل حركة الهواتف المحمولة في جميع أنحاء البلاد.
الخدمات الدولية: رمز البلد - 1 ؛ 24 نظام كابل للمحيطات قيد الاستخدام؛ المحطات الأرضية للأقمار الصناعية - 61 إنتلسات (45 المحيط الأطلنطي و 16 المحيط الهادي)، و5 إنترسبوتنيك (منطقة المحيط الأطلسي)، و 4 إنمارسات (مناطق المحيط الهادي والمحيط الأطلنطي).